# مولودية قسنطينة (كرة السلة)
نادي مولودية قسنطينة لكرة السلة هو نادي كرة سلة جزائري مقرّه مدينة قسنطينة، وهو أحد الفروع الرياضية لـ مولودية قسنطينة.